# Ujazdy (Brzozów)
Pour les articles homonymes, voir Ujazdy.
Ujazdy est une localité polonaise de la gmina de Nozdrzec, située dans le powiat de Brzozów en voïvodie des Basses-Carpates.